# Francesco Paolo Michetti

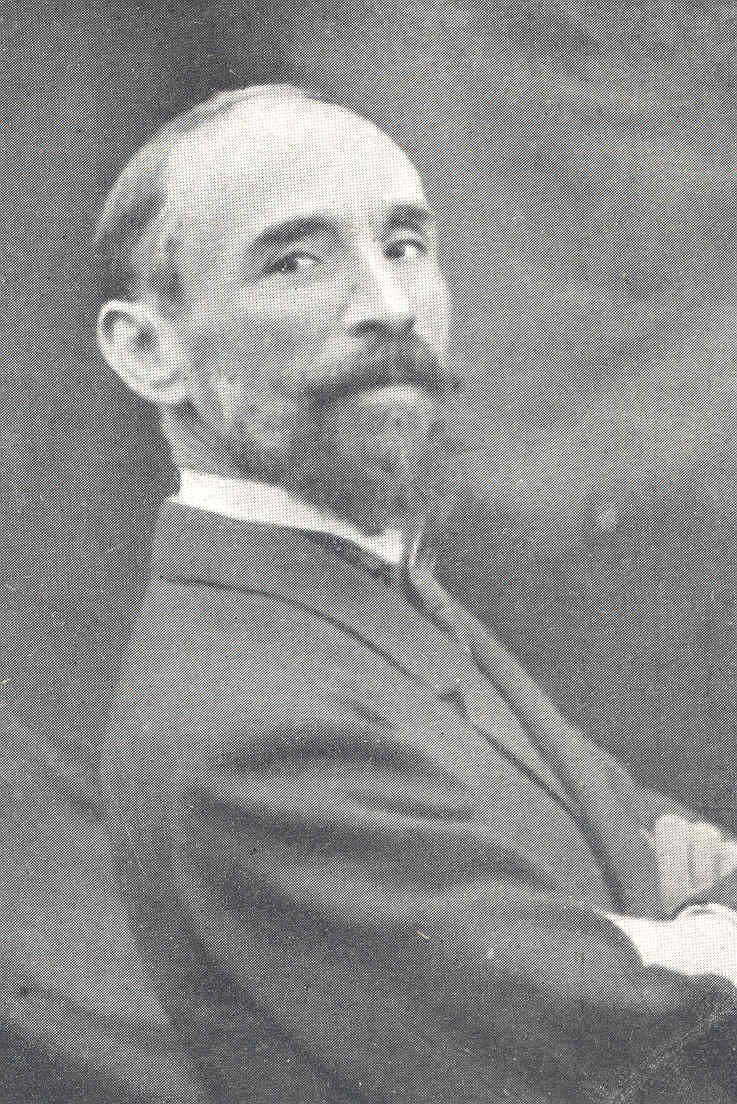
Francesco Paolo Michetti.

Francesco Paolo Michetti, född den 2 oktober 1851 i Tocco da Casauria, Italien, död den 5 mars 1929 i Francavilla al Mare, var en italiensk målare.
Michetti studerade för Domenico Morelli i Neapel tillsammans med bland andra Eduardo Dalbono och även i Paris och London, men återvände snart till hemlandet och slog sig ned i Francavilla, en by i Abruzzerna nära havet, där han sedan förblev bosatt. Han gjorde sig först bemärkt genom Corpus-dominiprocessionen (1877) och genom fantasteriet Vår och amuretter (1878). Så följde Barnens fest i Neapel samt Ex voto (kyrkscen med botgörande pilgrimer krypande på golvet framför Madonnans bild, 1883, Roms moderna galleri, som även äger Herdinnan). Dessa målningar är utförda i ett impressionistiskt och improvisatoriskt, våldsamt klatschigt behandlingssätt – ett vimmel av människor, all form upplöst i färger. I sina senare målningar övergick han till en lugnare, mera samlad och bred hållning, kraftig och stark, men utan de äldre tavlornas färgfyrverkeri. Bland dessa målningar märks Jorios dotter (1895, Berlins nationalgalleri) och de stora dukarna Ormarna och De lytta (världsutställningen i Paris 1900), kraftfulla, stort anlagda, visserligen också excentriska målningar. Michetti målade även porträtt av kung Umberto till häst (1890), drottning Margherita med flera. Han utförde likaledes förtjänstfulla raderingar.